# Kopányi György
Kopányi György (eredeti neve: Kereki György) (Pécs, 1921. július 29. – 2011. február 21.) Jászai Mari-díjas (1981) magyar dramaturg, író, költő, forgatókönyvíró.

## Élete
Főiskolai tanulmányait az Iparművészeti Főiskolában végezte el. Tisztviselőként dolgozott, majd a Dunántúli Napló kulturális rovatvezetője volt. 1951-től 10 évig a Népművészeti Intézet szerkesztői osztályának munkatársa volt. 1961-től haláláig a Magyar Rádió dramaturgja volt.
Versei, regényei, meséi jelentek meg, hangjátékokat írt.

## Magánélete
1951-ben házasságot kötött Czigány Zsuzsannával. Két gyermekük született; Sándor (1952) és Eszter (1954).

## Művei

### Színművek
- Járó Kiss Péter (1953)
- A mennyetjárt ifiúr (1960)
- Neveletlen példakép (1968)
- Igazolatlan ősz (1975)
- Közhelybenjárás (1978)
- Késői békülés (1979)
- Piroska és a farkas (1981)

### Kötetei
- Garabonciás (versek, 1945)
- Panaszoló, dicsekedő (versek, 1947)
- Szegény ördög (regény, 1956)
- Tücskök tücske (mesék, 1958, 2006)
- Nyitva van az aranykapu (vígjáték, 1963)

### Filmjei
- Az özvegy és a százados (forgatókönyvíró, 1967)
- Családi kör (1980)